# Jharsuguda
Jharsuguda es una ciudad y municipio situada en el distrito de Jharsuguda en el estado de Odisha (India). Su población es de 97730 habitantes (2011). Se encuentra a 290 km de Bhubaneswar .

## Demografía
Según el censo de 2011 la población de Jharsuguda era de 97730 habitantes, de los cuales 50932 eran hombres y 46798 eran mujeres. Jharsuguda tiene una tasa media de alfabetización del 84,51%, superior a la media estatal del 72,87: la alfabetización masculina es del 90,58%, y la alfabetización femenina del 78,73%. 

## Clima
| Parámetros climáticos promedio de Jharsuguda (1981–2010, extremes 1951–2012) | Parámetros climáticos promedio de Jharsuguda (1981–2010, extremes 1951–2012) | Parámetros climáticos promedio de Jharsuguda (1981–2010, extremes 1951–2012) | Parámetros climáticos promedio de Jharsuguda (1981–2010, extremes 1951–2012) | Parámetros climáticos promedio de Jharsuguda (1981–2010, extremes 1951–2012) | Parámetros climáticos promedio de Jharsuguda (1981–2010, extremes 1951–2012) | Parámetros climáticos promedio de Jharsuguda (1981–2010, extremes 1951–2012) | Parámetros climáticos promedio de Jharsuguda (1981–2010, extremes 1951–2012) | Parámetros climáticos promedio de Jharsuguda (1981–2010, extremes 1951–2012) | Parámetros climáticos promedio de Jharsuguda (1981–2010, extremes 1951–2012) | Parámetros climáticos promedio de Jharsuguda (1981–2010, extremes 1951–2012) | Parámetros climáticos promedio de Jharsuguda (1981–2010, extremes 1951–2012) | Parámetros climáticos promedio de Jharsuguda (1981–2010, extremes 1951–2012) | Parámetros climáticos promedio de Jharsuguda (1981–2010, extremes 1951–2012) |
| Mes                                                                          | Ene.                                                                         | Feb.                                                                         | Mar.                                                                         | Abr.                                                                         | May.                                                                         | Jun.                                                                         | Jul.                                                                         | Ago.                                                                         | Sep.                                                                         | Oct.                                                                         | Nov.                                                                         | Dic.                                                                         | Anual                                                                        |
| ---------------------------------------------------------------------------- | ---------------------------------------------------------------------------- | ---------------------------------------------------------------------------- | ---------------------------------------------------------------------------- | ---------------------------------------------------------------------------- | ---------------------------------------------------------------------------- | ---------------------------------------------------------------------------- | ---------------------------------------------------------------------------- | ---------------------------------------------------------------------------- | ---------------------------------------------------------------------------- | ---------------------------------------------------------------------------- | ---------------------------------------------------------------------------- | ---------------------------------------------------------------------------- | ---------------------------------------------------------------------------- |
| Temp. máx. abs. (°C)                                                         | 35.0                                                                         | 38.4                                                                         | 42.7                                                                         | 46.1                                                                         | 48.0                                                                         | 47.1                                                                         | 41.7                                                                         | 36.2                                                                         | 37.1                                                                         | 36.2                                                                         | 35.6                                                                         | 32.8                                                                         | 48.0                                                                         |
| Temp. máx. media (°C)                                                        | 27.8                                                                         | 30.8                                                                         | 35.7                                                                         | 40.1                                                                         | 41.0                                                                         | 36.8                                                                         | 31.9                                                                         | 31.2                                                                         | 32.0                                                                         | 32.2                                                                         | 30.2                                                                         | 27.8                                                                         | 33.1                                                                         |
| Temp. mín. media (°C)                                                        | 12.6                                                                         | 15.4                                                                         | 19.7                                                                         | 24.4                                                                         | 26.9                                                                         | 26.5                                                                         | 25.0                                                                         | 24.8                                                                         | 24.4                                                                         | 21.4                                                                         | 16.5                                                                         | 12.6                                                                         | 20.9                                                                         |
| Temp. mín. abs. (°C)                                                         | 5.6                                                                          | 7.2                                                                          | 11.1                                                                         | 15.8                                                                         | 18.7                                                                         | 16.3                                                                         | 17.4                                                                         | 16.6                                                                         | 16.7                                                                         | 12.1                                                                         | 8.4                                                                          | 6.1                                                                          | 5.6                                                                          |
| Lluvias (mm)                                                                 | 19.0                                                                         | 19.5                                                                         | 14.6                                                                         | 24.5                                                                         | 37.9                                                                         | 221.2                                                                        | 421.7                                                                        | 386.3                                                                        | 233.3                                                                        | 64.8                                                                         | 15.7                                                                         | 8.7                                                                          | 1467.2                                                                       |
| Días de lluvias (≥ 1 mm)                                                     | 1.3                                                                          | 1.3                                                                          | 1.6                                                                          | 2.2                                                                          | 3.5                                                                          | 9.8                                                                          | 16.6                                                                         | 17.0                                                                         | 11.3                                                                         | 3.7                                                                          | 0.9                                                                          | 0.6                                                                          | 69.9                                                                         |
| Humedad relativa (%)                                                         | 43                                                                           | 34                                                                           | 26                                                                           | 23                                                                           | 29                                                                           | 54                                                                           | 77                                                                           | 81                                                                           | 76                                                                           | 64                                                                           | 53                                                                           | 47                                                                           | 51                                                                           |
| Fuente: India Meteorological Department                                      |                                                                              |                                                                              |                                                                              |                                                                              |                                                                              |                                                                              |                                                                              |                                                                              |                                                                              |                                                                              |                                                                              |                                                                              |                                                                              |